# Ay Vamos
Singles par J. Balvin
Cola Song
(2014) Tranquila
(2014)
Ay Vamos est une chanson du chanteur colombien J. Balvin sortie le 22 juillet 2014 en tant que single. En 2015, la chanson est nommée pour le prix de « Chanson rythmique latine de l'année », la même année, elle remporte le prix de « Meilleure chanson urbaine » aux Latin Grammy Awards 2015.
Une remix avec French Montana et Nicky Jam sort sur la bande originale de Fast and Furious 7.

## Classements
| Chart (2014-2015)                       | Meilleure position |
| --------------------------------------- | ------------------ |
| Bulgarie (IFPI)                         | 6                  |
| Colombie (National-Report)              | 1                  |
| République dominicaine (Monitor Latino) | 1                  |
| États-Unis (Bubbling Under Hot 100)     | 11                 |
| États-Unis (Hot Latin Songs)            | 1                  |
| États-Unis (Latin Airplay)              | 1                  |
| États-Unis (Latin Rhythm Aiplay)        | 1                  |
| États-Unis (Latin Pop Songs)            | 1                  |
| États-Unis (Tropical Songs)             | 4                  |
| Venezuela (Record Report)               | 4                  |

| Chart (2014)                 | Position |
| ---------------------------- | -------- |
| États-Unis (Latin Songs)     | 35       |
| États-Unis (Latin Pop Songs) | 42       |

## Certifications
| Région                                                                     | Certification            | Ventes/Streams |
| -------------------------------------------------------------------------- | ------------------------ | -------------- |
| Brésil (ABPD)                                                              | Or                       | 30,000*        |
| Italie (FIMI)                                                              | Or                       | 25,000*        |
| Mexique (AMPFV)                                                            | 7 × Diamant+ 4 × Platine | 2,280,000      |
| Espagne (PME)                                                              | Platine                  | 40,000^        |
| États-Unis (RIAA)                                                          | Diamant (Latin)          | 600,000^       |
| xNon précisé par la certification ‡ventes/streaming selon la certification |                          |                |

## Récompenses et nominations
| Year | Ceremony                     | Award                               | Result     |
| ---- | ---------------------------- | ----------------------------------- | ---------- |
| 2015 | Premios Juventud             | La Más Pegajosa (Catchiest Tune)    | Nomination |
| 2015 | Billboard Latin Music Awards | Chanson rythmique latine de l'année | Nomination |
| 2015 | Latin American Music Awards  | Chanson de l'année                  | Nomination |
| 2015 | Latin American Music Awards  | Chanson urbaine favorite            | Nomination |
| 2015 | Latin American Music Awards  | Chanson urbaine en streaming        | Nomination |
| 2015 | Latin Grammy Awards          | Meilleure performance urbaine       | Nomination |
| 2015 | Latin Grammy Awards          | Meilleure chanson urbaine           | Lauréat    |
| 2016 | Lo Nuestro Awards            | Chanson urbaine de l'année          | Nomination |